# Alluri Sitharama Raju (Distrikt)
Der Distrikt Alluri Sitharama Raju (Telugu అల్లూరి సీతారామరాజు జిల్లా) ist ein Verwaltungsdistrikt im indischen Bundesstaat Andhra Pradesh. Verwaltungssitz ist der Ort Paderu. Der Distrikt wurde 2022 gebildet. Der Distrikt ist stark durch indigene Stammesvölker (Adivasi) geprägt, die mehr als 80 Prozent der Einwohnerschaft ausmachen.

## Lage und Klima

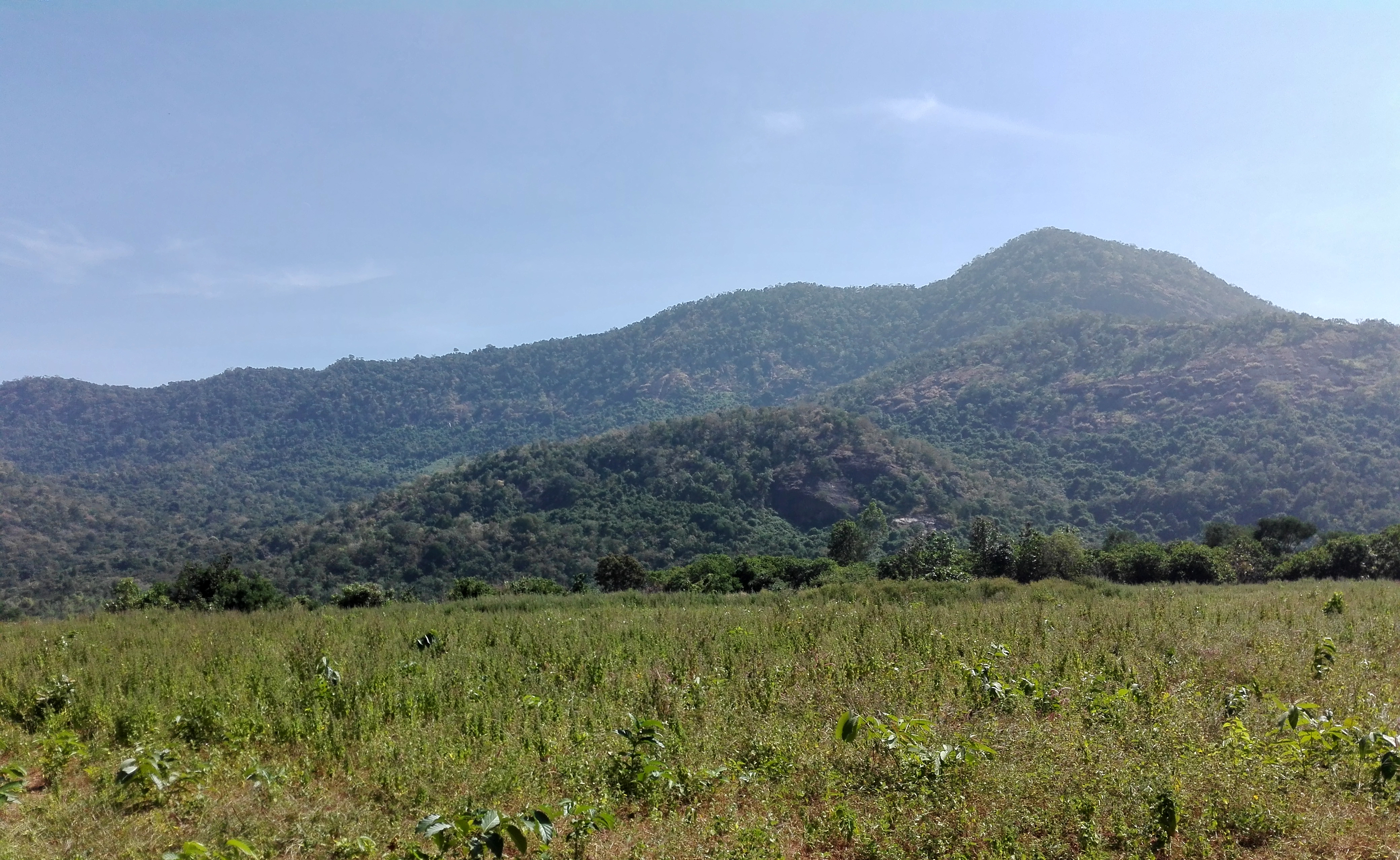
Ostghats nahe Samedha

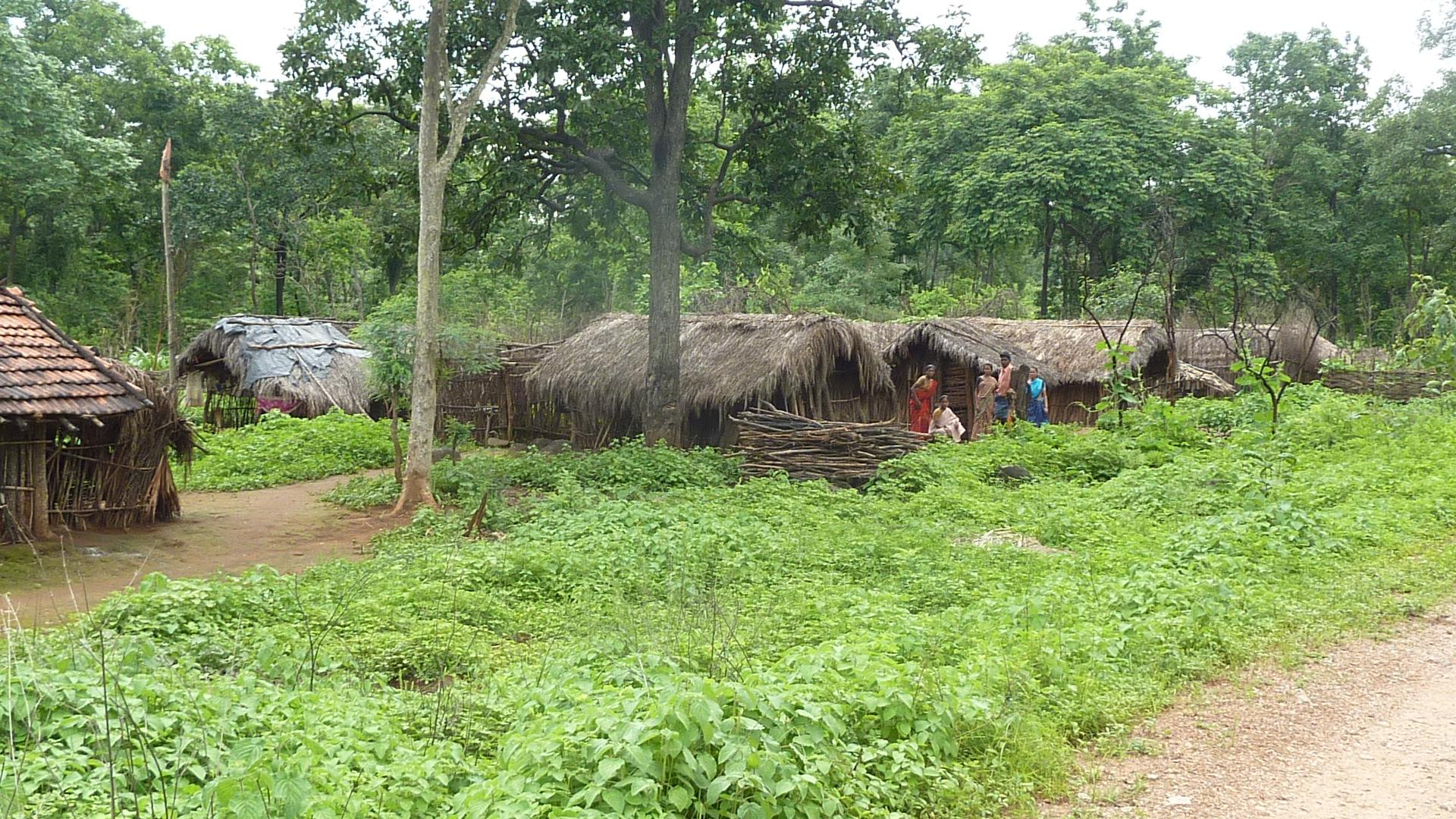
Siedlung im Wald von Chintoor

Der Distrikt liegt im Norden Andhra Pradeshs an der Grenze zu den Bundesstaaten Odisha, Chhattisgarh und Telangana. Die angrenzenden Distrikte sind in Andhra Pradesh Parvathipuram Manyam in einem kleinen Abschnitt im Nordosten, Vizianagaram und Anakapalli im Osten, Kakinada im Südosten, East Godavari im Süden, sowie Eluru im Südwesten. Die natürliche Grenze zum Distrikt Eluru wird dabei vom Godavari-Fluss gebildet. Im Westen grenzt der Distrikt an den Distrikt Bhadradri Kothagudem von Telangana und im Norden an den Distrikt Sukma von Chhattisgarh und die Distrikte Koraput und Malkangiri von Odisha.
Physiogeographisch besteht der Distrikt überwiegend aus dem Bergland der Ostghats, das an vielen Orten Höhen von über 1200 Metern erreicht. Mehr als die Hälfte der Distriktfläche (im Jahr 2019/20 nach offiziellen Angaben 7761,41 km²) sind von Wald bedeckt. Dabei handelt es sich um tropische Trockenwälder und feuchte Laubwälder.
Der durchschnittliche Jahresniederschlag beträgt 1290 mm, wovon etwa 895 mm während der Zeit des Südwestmonsuns fallen.

## Geschichte
Der Distrikt wurde am 4. April 2022 im Rahmen einer Distriktneugliederung Andhra Pradeshs aus jeweils 11 Mandals der Distrikte Visakhapatnam und East Godavari neu gebildet. Zum Verwaltungssitz wurde das Dorf Paderu bestimmt. Der neue Distrikt wurde nach Alluri Sitarama Raju (1897/98 – 1924), einem Kämpfer für die Rechte der indigenen Völker zur Zeit Britisch-Indiens benannt, der nicht im Distrikt geboren wurde, aber hier 1924 von den Briten gefangen genommen und hingerichtet wurde.

## Bevölkerung
Der spätere Distrikt hatte im Jahr 2011 953.960 Einwohner (466.270 männlich, 487.690 weiblich), was bei einer Fläche von 12.253 km² einer Bevölkerungsdichte von 78 Einwohnern pro Quadratkilometer entsprach. Die Bevölkerungsdichte lag damit weit unter dem Durchschnitt Indiens (382 Ew./km²). Der Urbanisierungsgrad war mit 3,98 % sehr niedrig. Die Alphabetisierungsrate (> 6 Jahre) lag 2011 mit 48,34 % (männlich: 57,60 % / weiblich: 39,54 %) deutlich unter dem indischen Durchschnitt (74,04 %) und auch unter dem Durchschnitt des damals noch ungeteilten Andhra Pradesh (67,02 %). 23.788 Personen waren Angehörige registrierter unterprivilegierter Kasten (scheduled castes) und 788.680 zählten zur registrierten indigenen Stammesbevölkerung (scheduled tribes). Unter der indigenen Bevölkerung lag die Alphabetisierungsrate bei nur 39,69 % (männlich: 48,00 % / weiblich: 31,79 %). In Bezug auf die Religionen lagen nur Zahlen für 822.432 Einwohner (86,2 % der Distriktbevölkerung) vor (die Daten zu den 131.528 Einwohnern der Mandals Yetapaka (Nellipaka), Chintoor, Kunavaram und Vararamachandrapuram fehlten) und von diesen waren 800.079 (97,3 %) Hindus. Christen und Muslime bildeten nur kleine Minderheiten.

### Bevölkerung des Distrikts nach Sprachen
Mehrheitssprache ist Telugu, das als Sprachgruppe von 70,27 % der Gesamtbevölkerung verwendet wird. Bedeutende Minderheitensprachen sind die indoarische Sprachgruppe Odia und die dravidischen Sprachen Koya, Kuwi/Kuvi, Konda und Kodu. Die dravidischen Sprachen Gadaba und Khond sowie das indoarische Lamani sind von lokaler Bedeutung.
Telugu hat in achtzehn der 22 Mandals eine absolute oder relative Mehrheit. Diese Platzierung hat in den Mandals Dumbriguda und Munchingi Puttu das Odia und in den Mandals Chintur und Kunavaram das Koya. Die weitverbreitetsten Einzelsprachen zeigt die folgende Tabelle:
| Jahr                                   | Telugu  | Telugu | Odia    | Odia  | Koya   | Koya | Kuwi   | Kuwi | Konda  | Konda | Kodu   | Kodu | Total   | Total    |
| Jahr                                   | Zahl    | %      | Zahl    | %     | Zahl   | %    | Zahl   | %    | Zahl   | %     | Zahl   | %    | Zahl    | %        |
| -------------------------------------- | ------- | ------ | ------- | ----- | ------ | ---- | ------ | ---- | ------ | ----- | ------ | ---- | ------- | -------- |
| 2011                                   | 669.547 | 70,19  | 108.994 | 11,43 | 72.832 | 7,63 | 33.808 | 3,54 | 31.598 | 3,31  | 19.274 | 2,02 | 953.960 | 100,00 % |
| Quelle: Ergebnis der Volkszählung 2011 |         |        |         |       |        |      |        |      |        |       |        |      |         |          |

### Bevölkerung des Distrikts nach Bekenntnissen
Fast die gesamte Einwohnerschaft des Distrikts sind Hindus. Es gibt nur kleine religiöse Minderheiten. Die Christen haben ihre Hochburg im Mandal Maredumilli, wo sie mit 1293 Personen einen Anteil von 6,62 % erreichen. Die Zahl der Christen übersteigt die Marke von 1000 Personen in den Mandals Ananthagiri, Araku Valley, Chintapalle und Gudem Kotha Veedhi. Alle anderen Religionsgemeinschaften zählen in sämtlichen Mandals unter 1000 Personen. Mit den 2014 von Telangana an Andhra Pradesh abgetretenen Gebieten des Distrikts Khammam ergibt sich folgende Verteilung der Religionen:
| Jahr                                   | Buddhisten | Buddhisten | Christen | Christen | Hindus  | Hindus | Jainas | Jainas | Muslime | Muslime | Sikhs | Sikhs | Andere | Andere | keine Angaben | keine Angaben | Total   | Total    |
| Jahr                                   | Zahl       | %          | Zahl     | %        | Zahl    | %      | Zahl   | %      | Zahl    | %       | Zahl  | %     | Zahl   | %      | Zahl          | %             | Zahl    | %        |
| -------------------------------------- | ---------- | ---------- | -------- | -------- | ------- | ------ | ------ | ------ | ------- | ------- | ----- | ----- | ------ | ------ | ------------- | ------------- | ------- | -------- |
| 2011                                   | 134        | 0,01       | 14.796   | 1,55     | 928.426 | 97,32  | 79     | 0,01   | 6793    | 0,71    | 120   | 0,01  | 49     | 0,00   | 3563          | 0,37          | 953.960 | 100,00 % |
| Quelle: Ergebnis der Volkszählung 2011 |            |            |          |          |         |        |        |        |         |         |       |       |        |        |               |               |         |          |

## Verwaltungsgliederung

### Mandals
Bei der Volkszählung 2011 gehörten die elf Mandals der Division Paderu zum Distrikt Visakhapatnam, sieben weitere Mandals der Division Rampachodavaram zum Distrikt East Godavari und die Mandals Chintur, Kunavaram, Vararamachandrapuram und Yetapaka (auch Etapaka) zum Distrikt Khammam. 2014 kamen die drei Mandals Chintur, Kunavaram, Vararamachandrapuram und der Mandal Bhadrachalam (als Mandal Yetapaka; entspricht dem Mandal Bhadrachalam ohne die Stadt Bhadrachalam, die bei Telangana verblieb) vom Bundesstaat Telangana zum Distrikt East Godavari in Andhra Pradesh.
Im Jahr 2023 war der Distrikt in zwei Divisionen und 21 Mandals unterteilt.
- Division Paderu mit den elf Mandals Ananthagiri, Arakuvalley, Chinthapalli, Dumbriguda, G. K. Veedhi, G.Madugula, Hukumpeta, Koyyuru, Munchingput, Paderu, Pedabayulu,
- Division Rampachodavaram mit den zehn Mandals Maredumilli, Devipatnam, Y. Ramavaram, Addateegala, Gangavaram, Rampachodavaram, Rajavommangi, Kunavaram, Chintoor (Chinturu), Vararamachandrapuram.

### Siedlungen
Im späteren Distrikt gab es im Jahr 2022 keine größere Stadt (Municipality). Im Jahr 2023 gab es 2972 Dörfer.

### Städtische Siedlungen
Im Distrikt gibt es insgesamt bei der Volkszählung 2011 vier Orte, die als Städte (towns und notified towns) galten. Darunter war kein Ort, der mehr als 10.000 Einwohner zählte (Einwohnerzahl in Klammern):
- Gudivada (8787)
- Chintapalle (7888)
- Kantabamsuguda (6714)
- Upper Sileru Project Site Camp (4632)

## Wirtschaft

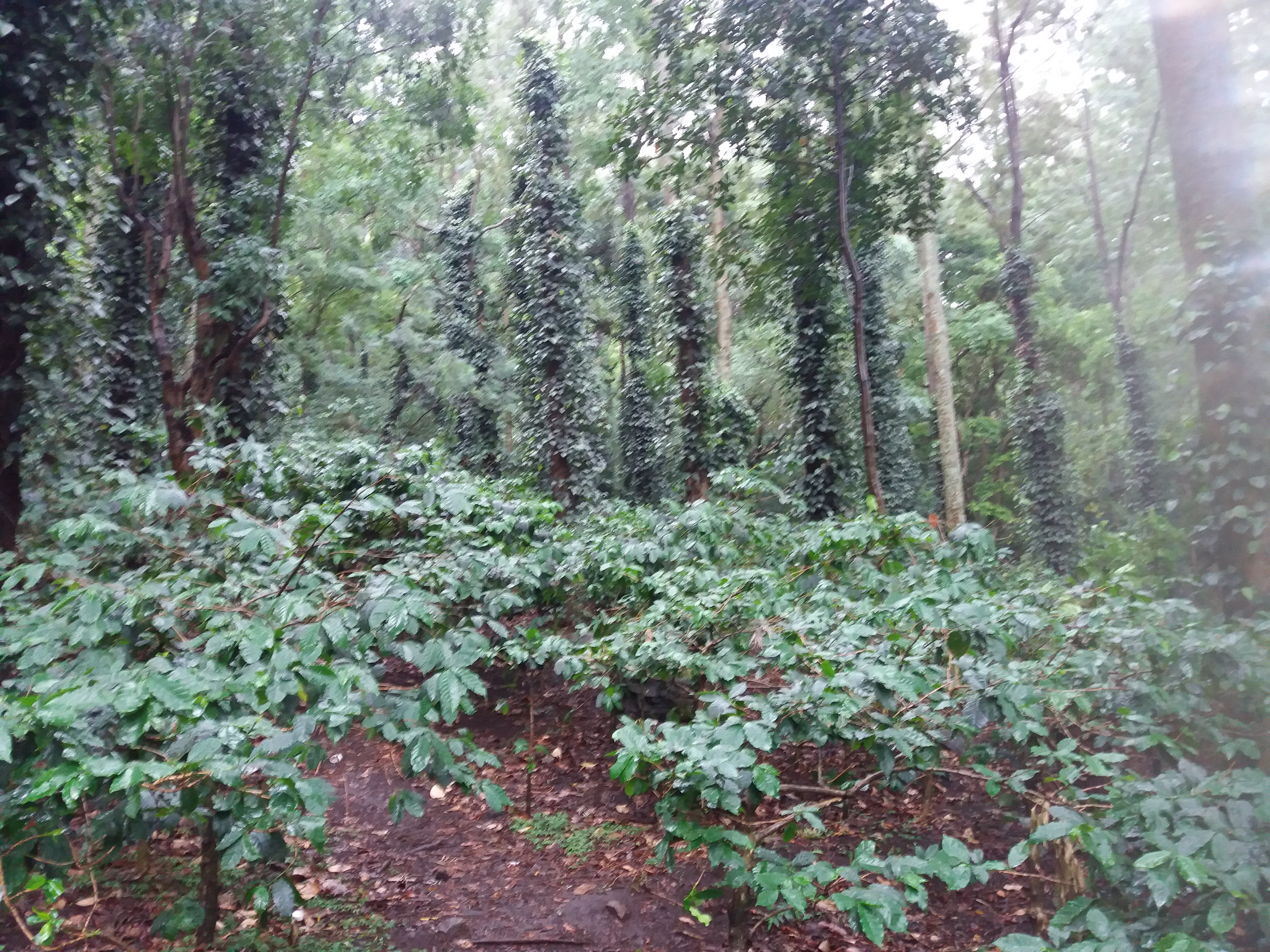
Kaffeepflanzungen im Araku-Tal

Der Distrikt ist stark landwirtschaftlich geprägt. Im Jahr 2019–20 wurden 1443,29 km für den Ackerbau genutzt. Die Haupt-Agrarprodukte waren (in abnehmender Anbaufläche): Reis, Fingerhirse (ragi), Kidneybohnen (rajma), Mais, Baumwolle, Kaffee und Kurkuma. Der Kaffeeanbau, der schon 1898 durch die britischen Kolonialherren in den Ostghats eingeführt wurde, ist eine Besonderheit des Distrikts.

## Besonderheiten
Der Distrikt weist zahlreiche Naturschönheiten auf. Bekannt ist vor allem das etwa 36 km² große Araku-Tal, das auf einer Höhe von 600 bis 900 Metern liegt. In den nahegelegenen Anathagiri-Bergen finden sich die Borra-Höhlen, eines der ausgedehntesten Höhlensysteme Indiens.

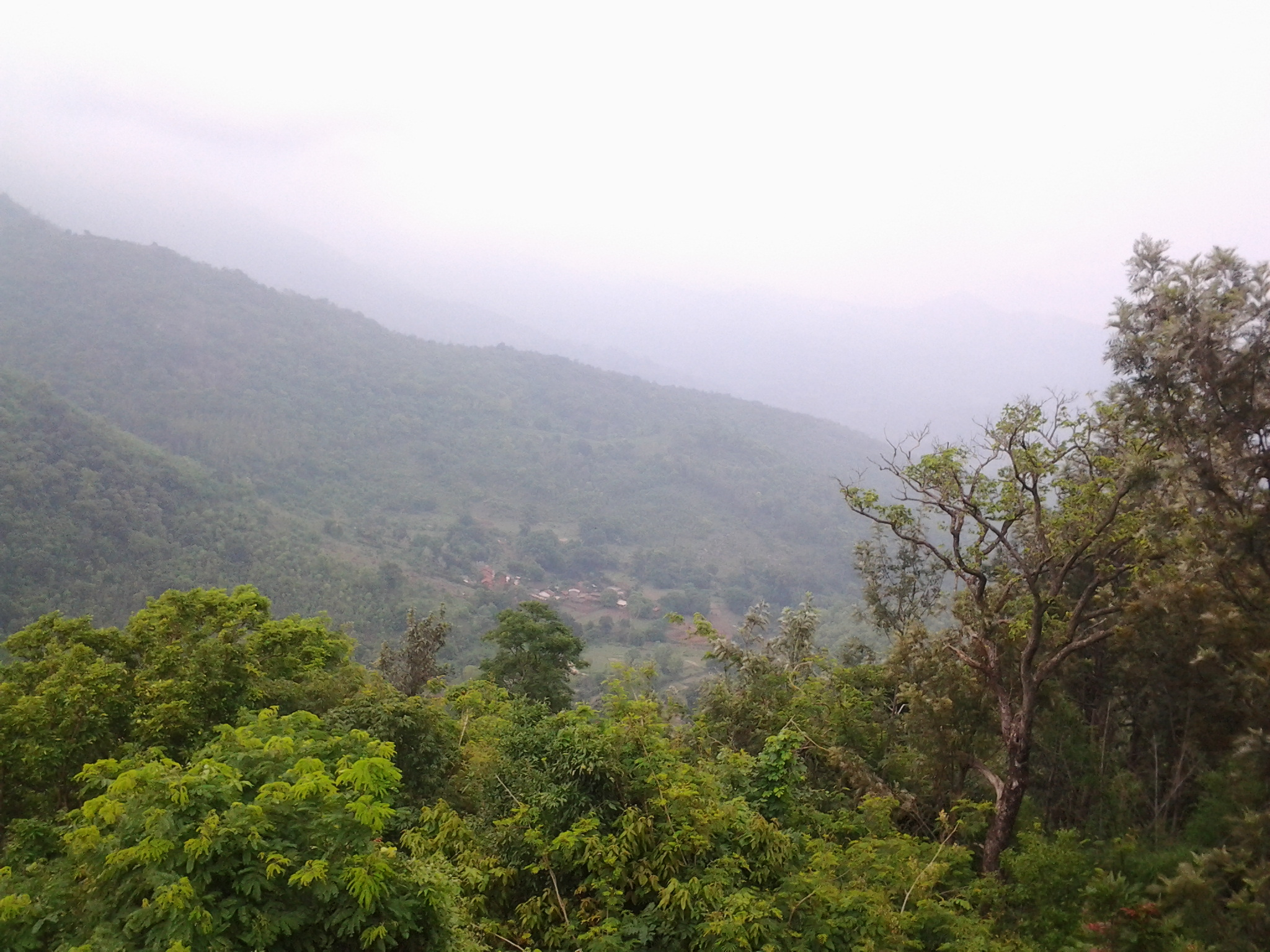
Araku-Tal
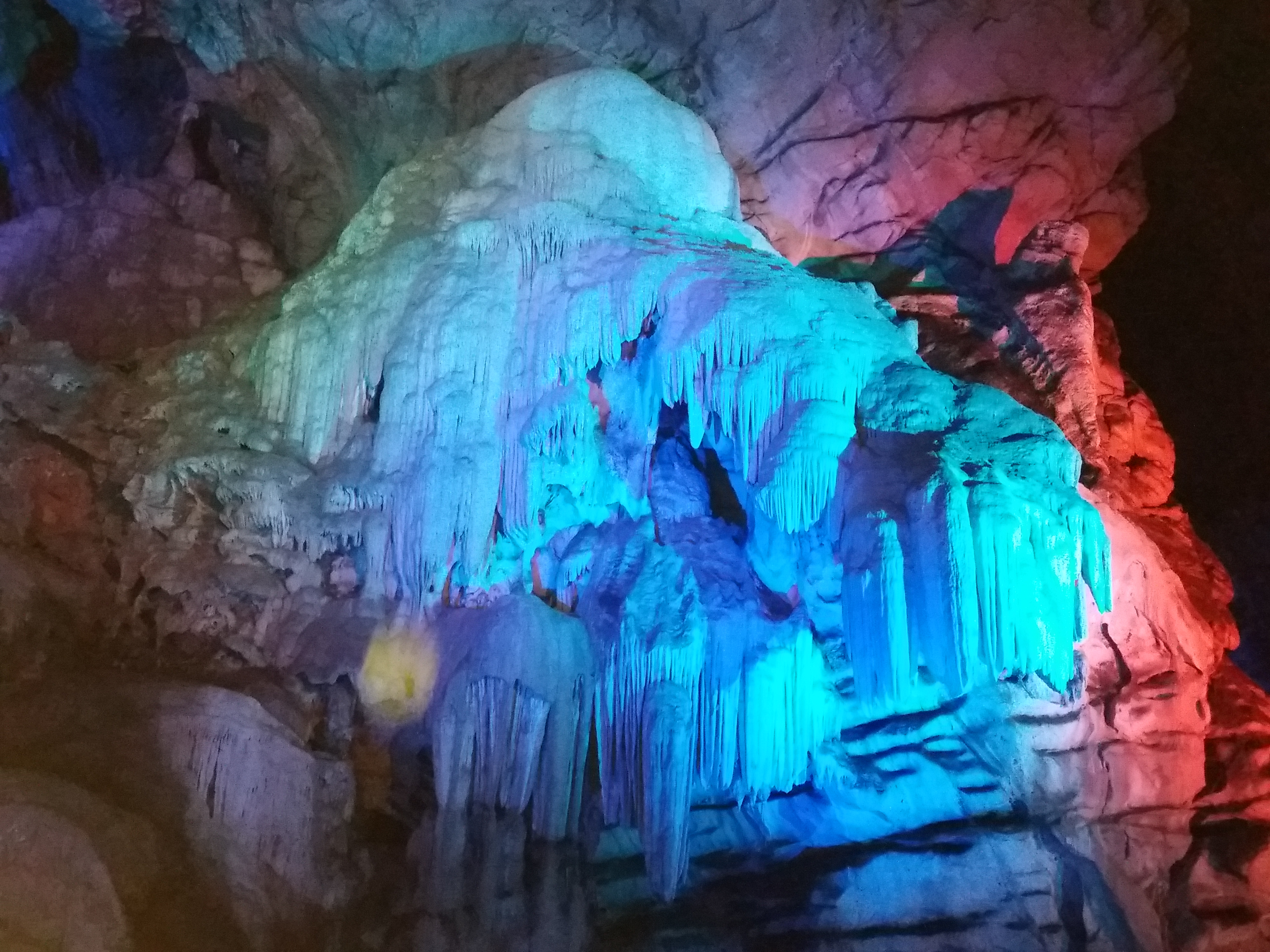
In den Borra-Höhlen